# James B. McPherson
James Birdseye McPherson (14. november 1828 – 22. juli 1864) var en karriereofficer i den amerikanske hær, som gjorde tjeneste som general i den amerikanske borgerkrig. Han blev dræbt i Slaget ved Atlanta og var en af de højest rangerende officerer i unionshæren, som blev dræbt under krigen.

## Opvækst og tidlig karriere
McPherson blev født i nærheden af Clyde, Ohio. Han gik på Norwalk Academy i Ohio, og tog eksamen fra West Point i 1853 som den bedste i årgangen, som også omfattede Philip Sheridan, John M. Schofield og John Bell Hood. Hood skulle blive en af hans modstandere senere i det vestlige operationsområde. McPherson blev
tildelt ingeniørkorpset med rang som midlertidig sekondløjtnant. I et år efter sin eksamen var han instruktørassistent på West Point og blev derefter fra 1854 til 1857 assisterende ingeniør ved havnebefæstningen i New York og ved forbedringen af Hudson floden. I 1857 overvågede han bygningen af Fort Delaware, og i 1857-61 var han overvågende ingeniør ved bygningen af forsvarsanlæggene ved Alcatraz Island ved San Francisco

## Borgerkrigen
Ved borgerkrigens udbrud var han udstationeret i San Francisco i Californien, men anmodede om at blive overført til ingeniørkorpset, idet han korrekt regnede med, at en overførsel østpå ville fremme hans karriere. Han tog fra Californien den 1. august 1861 og ankom snart efter til New York. Han anmodede om en stilling i staben under generalmajor Henry W. Halleck, en af de højtrangerende kommandører i det vestlige operationsområde. Han fik denne stilling, (mens han var kaptajn), og blev sendt til St. Louis, Missouri.
McPhersons karriere begyndte nu for alvor. Han var oberstløjtnant og den øverste ingeniør i brigadegeneral Ulysses S. Grants hær ved erobringen af forterne Henry og Donelson. Efter Slaget ved Shiloh blev han forfremmet til brigadegeneral. Den 8. oktober 1862 blev han forfremmet til generalmajor og fik snart efter kommandoen over XVII Korps i Grants Army of the Tennessee. Den 12. marts 1864 fik han kommandoen over Army of the Tennessee, efter at dens tidligere kommandør generalmajor William T. Sherman var blevey forfremmet til at kommandere alle hære i det vestlige operationsområde. Hans hær var højre fløj af Shermans hær, ved siden af Army of the Cumberland og Army of the Ohio. Den 5. maj 1864 begyndte Sherman sin Atlanta kampagne.
Det var Shermans plan at lade hovedparten af sin styrke finte mod Dalton i Georgia, mens McPherson skulle modstå general Joseph E. Johnstons angreb og forsøge på at lokke dem i en fælde. Det lykkedes til sidst for de konfødererede styrker at undslippe, og Sherman beskyldte McPherson for at have været langsom, selv om det mest skyldtes dårlig planlægning fra Shermans side. McPhersons tropper forfulgte de konfødererede energisk og blev forsynet ved Kingston i Georgia. Tropperne drev i retning af Pumpkinvine Creek, hvor de angreb og bortjog de konfødererede fra Dallas, endda inden de fik ordre til det fra Sherman. Johnston og Sherman manøvrerede mod hinanden indtil Unionens katastrofe i slaget ved Kennesaw Mountain. Derpå forsøgte McPherson en flankerende manøvre i Slaget ved Marietta, men det mislykkedes også.
Den 17. juli blev præsident Jefferson Davis så frustreret over Johnstons strategi med manøvrer og tilbagetrækninger, at han udskiftede ham med generalløjtnant John Bell Hood. Hood blev til sidst også besejret og trak sig tilbage til Atlanta. I mellemtiden havde McPherson rykket sine tropper ind i Decatur, og derfra rykkede de op i det høje terræn ved Bald Hill, hvor de kunne se ud over Atlanta. Den 22. juli bemærkede de, at de konfødererede tropper havde forladt Atlanta. Sherman troede, at de konfødererede var blevet slået og var i gang med at evakuere byen, mens McPherson ganske rigtigt troede, at de ville angribe Unionens højre fløj og bagområde. Mens de diskuterede denne nye udvikling, omgik fire divisioner under generalløjtnant William J. Hardee flanken ved generalmajor Grenville Dodges XVI Korps.
Mens McPherson red på sin hest mod sit gamle XVII Korps, dukkede en konfødereret forpostlinie frem og råbte "Holdt!" McPherson løftede sin hånd, som om han ville tage sin hat af, men vendte pludselig sin hest i et forsøg på at undslippe. De konfødererede åbnede ild og sårede McPherson dødeligt.
Hans modstander, John Bell Hood, skrev:
| Citat | Jeg vil markere min klassekammerat og ven fra drengeårene, general James B. McPhersons død, hvis bekendtgørelse gav mig anledning til stor sorg. Siden vi fik eksamen i 1853 og var blevet beordret af sted til tjeneste i forskellige retninger, har vi ikke været heldige at mødes. Hverken årene eller de forskellige holdninger, som havde ført os til at stå på hver sin side i krigen, havde mindsket mit venskab, ja den hengivenhed, som blev skabt i den tidlige ungdom, og som blev forstærket af min beundring og taknemmelighed for hans opførsel over for vore folk ved Vicksburg. Hans omsorgsfulde og venlige behandling af dem stod i klar modsætning til den, som mange unionsofficerer udviste. | Citat |
|       | |       |

McPherson var vellidt blandt sine tropper, og hans tilstedeværelse blev savnet i det vestlige operationsområde.
General John Sedgwick, en unionsofficer som også blev dræbt i kamp, blev forfremmet til generalmajor i den frivillige hær den 4. juli 1862, næsten tre måneder inden McPherson, og ville derfor teknisk set havde haft en højere rang, men i modsætning til McPherson kom Sedgwick aldrig til at lede en hær.

## Arv
- Efter krigen blev Fort McPherson i Atlanta, Georgia, samt Fort McPherson (Nebraska) opkaldt efter ham. Han ligger begravet i sin hjemby Clyde, Ohio.
- McPherson County, South Dakota, blev skabt i 1873 og organiseret i 1885, blev også opkaldt efter ham.
- McPherson Square i Washington, D.C. er opkaldt efter ham. I centrum af pladsen er der en rytterstatue af McPherson. Der er også en metrostation af samme navn.
- To-dollar pengesedler af serierne fra 1890 og 1891, har billeder af McPherson på bagsiden.
- McPherson County, Kansas, og byen McPherson i Kansas er opkaldt efter General McPherson. Der er også en rytterstatue af ham i parken overfor McPherson County Courthouse.
- James B. McPherson Elementary School i Ravenswood bydelen i Chicago, Illinois, er opkaldt efter general McPherson.[5]
- Et historisk monument Arkiveret 10. august 2011 hos  Wayback Machine, som markerer General McPhersons død, vedligeholdes på stedet, hvor han døde i det østlige Atlanta.